# Friendsville (Maryland)
Friendsville é uma cidade  localizada no estado americano de Maryland, no Condado de Garrett.

## Demografia
Segundo o censo americano de 2000, a sua população era de 539 habitantes.
Em 2006, foi estimada uma população de 513, um decréscimo de 26 (-4.8%).

## Geografia
De acordo com o United States Census Bureau tem uma área de
2,4 km², dos quais 2,4 km² cobertos por terra e 0,0 km² cobertos por água. Friendsville localiza-se a aproximadamente 457 m acima do nível do mar.

## Localidades na vizinhança
O diagrama seguinte representa as localidades num raio de 20 km ao redor de Friendsville.